# Campeonato Potiguar de Futebol Feminino de 2019
O Campeonato Potiguar de Futebol Feminino de 2019 foi a 11ª edição do torneio organizado pela Federação Norte-rio-grandense de Futebol. O torneio teve algumas mudanças no regulamento em relação ao da edição de 2018. O Cruzeiro-RN venceu a União na final e conquistou seu 2º título, além de uma vaga na Série A2 do Campeonato Brasileiro. 

## Regulamento
O campeonato foi disputado em três fases, com início em outubro e término em dezembro de 2019. 
- Na primeira fase as 07 (sete) equipes foram divididas em 2 (dois) grupos 1 de 3 (três) equipes e 1 de 4 (quatro) equipes, que jogaram em turno único. As 2 melhores de cada grupo avançaram à segunda fase.

- Na segunda fase as 4 (quatro) equipes fizeram a semi final em 2 (dois) jogos em ida e volta. Os vencedores dos confrontos avançaram à final.

- Na terceira fase as 2 (duas) equipes fizeram final em 2 (dois) jogos em ida e volta. O vencedor do confronto foi declarado campeão do Campeonato Potiguar de Futebol Feminino e conquistou o acesso à Série A2 do Campeonato Brasileiro.

### Critérios de desempate
Estes foram os critérios de desempate aplicados:
1. Maior número de vitórias na fase
2. Melhor saldo de gols na fase
3. Maior número de gols pró na fase
4. Menor número de cartões amarelos e vermelhos, durante todo o campeonato, somados os cartões das atletas e comissão técnica (cada cartão vermelho equivalia a três cartões amarelos)
5. Sorteio na sede da Federação, em dia e horário a serem determinados

## Participantes
| Equipe            | Cidade     | Em 2018 | Títulos (último) |
| Cruzeiro-RN       | Macaíba    | Campeão | 1 (2018)         |
| Palmeira          | Natal      | 2º      | 0 (não possui)   |
| União de Extremoz | Extremoz   | 3º      | 2 (2017)         |
| Força e Luz       | Natal      | 4º      | 1 (2011)         |
| ASSU              | Assú       | -       | 0 (não possui)   |
| Visão Celeste     | Parnamirim | -       | 0 (não possui)   |
| Monte Líbano      | Natal      | -       | 0 (não possui)   |

## Grupo A
| 1 | Cruzeiro-RN  | 6 | 2 | 2 | 0 | 0 | 5 | 0 | +5 |
| 2 | Força e Luz  | 3 | 2 | 1 | 0 | 1 | 1 | 2 | -1 |
| 3 | Monte Líbano | 0 | 2 | 0 | 0 | 2 | 0 | 4 | -4 |

|  |                                  |
|  | Classificados para as Semi Final |
|  | Eliminados                       |

| Cruzeiro-RN  | -   | -   | 3-0 |
| Força e Luz  | 0-2 | -   | -   |
| Monte Líbano | -   | 0-1 | -   |

## Grupo B
| 1 | União         | 9  | 3 | 3 | 0 | 0 | 10 | 0 | +10 |
| 2 | Palmeira      | 1  | 3 | 0 | 1 | 2 | 0  | 5 | -5  |
| 3 | ASSU          | 1  | 3 | 0 | 1 | 2 | 1  | 9 | -8  |
| 4 | Visão Celeste | 0* | 3 | 2 | 0 | 1 | 6  | 3 | -3  |

|  |                                  |
|  | Classificados para as Semi Final |
|  | Eliminados                       |

| Visão Celeste | -   | -   | 0-2 | 3-0 |
| ASSU          | 1-3 | -   | 0-6 | -   |
| União         | -   | -   | -   | 2-0 |
| Palmeira      | -   | 0-0 | -   | -   |

## Fase final
|  | Semifinais  | Semifinais | Semifinais | Semifinais |   |             | Final | Final | Final | Final |
|  |             |            |            |            |   |             |       |       |       |       |
|  | Cruzeiro-RN | 2          | 7          | 9          |   |             |       |       |       |       |
|  | Palmeira    | 0          | 0          | 0          |   |             |       |       |       |       |
|  | Palmeira    | 0          | 0          | 0          |   | Cruzeiro-RN | 1     | 4     | 5     |       |
|  |             |            |            |            |   | Cruzeiro-RN | 1     | 4     | 5     |       |
|  |             | União      | 1          | 2          | 3 |             |       |       |       |       |
|  | União       | União      | 1          | 2          | 3 | 5           | 4     | 9     |       |       |
|  | União       |            |            |            |   | 5           | 4     | 9     |       |       |
|  | Força e Luz | 0          | 0          | 0          |   |             |       |       |       |       |

## Premiação
| Campeão                         |
| Macaíba                         |
| ------------------------------- |
| Cruzeiro-RN Campeão (2º título) |